# Read My Mind (canção)
"Read My Mind" é uma canção da cantora americana Rebecca Black com a participação da cantora estadunidense Slayyyter. Foi composta por ambas em conjunto com Kyle Chase e seus produtores Dave Burris e Micah Jasper. A faixa foi lançada em 17 de dezembro de 2021, servindo como single principal do futuro álbum de estreia de Black. Liricamente, é sobre querer que um amante em potencial entenda suas intenções sem ter que verbalizá-las.

## Vídeo de música
O videoclipe de “Read My Mind” – filmado por Weston Allen – apresenta cenas da dupla trabalhando dentro de um posto de gasolina e parecendo muito glamurosa em uma moto junto com perucas loiras e seios propositadamente realçados.
| Região | Data                   | Formato                    | Versão   | Gravadora   | Ref.        |
| ------ | ---------------------- | -------------------------- | -------- | ----------- | ----------- |
| Várias | 17 de dezembro de 2021 | Download digital streaming | Original | Elektra DTA | [ 4 ] [ 5 ] |